# Draft de la NBA de 1970
El Draft de la NBA de 1970 fue el vigesimocuarto draft de la National Basketball Association (NBA). El draft se celebró el 23 de marzo de 1970 antes del comienzo de la temporada 1970-71. 
En este draft, diecisiete equipos de la NBA seleccionaron a jugadores amateurs del baloncesto universitario y otros jugadores elegibles, incluidos internacionales. Los jugadores que hubiesen terminado el periplo universitario de cuatro años estaban disponibles para ser seleccionados. Si un jugador abandonaba antes la universidad, no podía ser escogido en el draft hasta que su clase se graduase. Las dos primeras elecciones del draft correspondieron a los equipos que finalizaron en la última posición en cada división, con el orden determinado por un lanzamiento de moneda. Detroit Pistons ganó el primer puesto del draft, mientras que San Diego Rockets fue premiado con la segunda elección. Los demás equipos seleccionaron en orden inverso al registro de victiorias-derrotas en la temporada anterior. 
Tres franquicias en expansión, Buffalo Braves, Cleveland Cavaliers y Portland Trail Blazers, participaron en el Draft de la NBA por primera vez y les fueron asignadas la séptima, octava y novena elección de cada ronda. En la primera ronda, los Cavaliers eligieron en la séptima posición, mientras que los Blazers y los Braves lo hicieron en la octava y novena posición respectivamente. En las rondas posteriores, los Cavaliers y los Braves intercambiaron sus órdenes de elección, mientras que los Blazers eligieron en la octava plaza en todas las rondas. El draft consistió de dieceninueve rondas y 239 jugadores fueron seleccionados.

## Selecciones y notas del draft
Bob Lanier, de la Universidad de San Buenaventura, fue seleccionado en la primera posición del draft por Detroit Pistons. Rudy Tomjanovich, de la Universidad de Míchigan, y Pete Maravich, de la Universidad Estatal de Luisiana, fueron seleccionados en la segunda y tercera posición respectivamente. La cuarta elección Dave Cowens, de la Universidad Estatal de Florida, y la octava Geoff Petrie, de la Universidad de Princeton, ganaron el Rookie del Año de la NBA en sus primeras temporadas. Seis jugadores de este draft, Lanier, Maravich, Cowens, la decimoctava elección Calvin Murphy, la decimonovena Nate Archibald y la 122.ª Dan Issel, fueron incluidos posteriormente en el Basketball Hall of Fame. Maravich, Cowens y Archibald fueron también nombrados entre los 50 mejores jugadores en la historia de la NBA en 1996. Maravich fue incluido en el mejor quinteto de la NBA en cuatro ocasiones y disputó cinco All-Star Game de la NBA. Cowens ganó dos campeonatos de la NBA con Boston Celtics en 1974 y 1976, un MVP de la Temporada de la NBA en 1973, y tres inclusiones en el mejor quinteto de la liga y siete en el All-Star Game. Archibald se coronó campeón de la NBA con los Celtics en 1981, y formó parte de cinco mejores quintetos de la liga y de seis All-Star Game. Lanier y Murphy disputaron ocho y un All-Star respectivamente. Dan Issel inicialmente optó por jugar en la American Basketball Association (ABA) con Kentucky Colonels. Jugó seis temporadas en la ABA antes de debutar en la NBA con Denver Nuggets cuando ambas ligas se fusionaron. Fue incluido en el mejor quinteto de la ABA en cinco ocasiones, participó en seis All-Star Game de la ABA y en un All-Star de la NBA.
Randy Smith, elegido por Detroit Pistons en la 205.ª posición, no entró en la liga hasta la temporada 1971–72, tras ser seleccionado de nuevo en el Draft de la NBA de 1971 por Buffalo Braves en la 104.ª posición. Fue incluido en un mejor quinteto y en un All-Star Game. Tomjanovich jugó cinco All-Star Games durante su carrera. Charlie Scott, la 106.ª posición, jugó primeramente en la ABA con Virginia Squires antes de debutar en la NBA en 1972. Fue incluido en el mejor quinteto de la ABA en dos ocasiones, participó en dos All-Star Game de la ABA y en tres All-Star de la NBA. Otros tres jugadores de este draft, la quinta elección Sam Lacey, la séptima John Johnson y la octava Geoff Petrie, disputaron al menos un All-Star Game de la NBA. La primera y segunda elección de los Rockets, Tomjanovich y Murphy, pasaron toda su carrera profesional en el equipo. Tomjanovich jugó once temporadas y Murphy trece con los Rockets.
Lanier, Tomjanovich, Cowens e Issel se convirtieron en entrenadores una vez finalizada su carrera como jugador. Lanier fue el entrenador interino de Golden State Warriors en 1995. Tomjanovich dirigió a dos equipos de la NBA, Houston Rockets y Los Angeles Lakers. Entrenó a los Rockets durante doce temporadas y lideró al equipo al campeonato en 1994 y 1995. También dirigió a la selección de baloncesto de los Estados Unidos que consiguió la medalla de oro en los Juegos Olímpicos de Sídney 2000. Cowens comenzó su carrera de entrenador como entrenador-jugador con los Celtics durante la temporada 1978–79, antes de regresar a la posición de jugador la temporada siguiente. Posteriormente entrenó a dos equipos de la NBA, el más reciente Golden State Warriors. Issel fue el técnico de Denver Nuggets durante seis temporadas en dos periodos diferentes. Otros dos jugadores de este draft también trabajaron como entrenadores de la NBA: la cuadragésima elección Gar Heard y la 125.ª George Irvine.
Este draft está considerado como uno de los mejores en la historia de la NBA debido a que seis jugadores fueron miembros del Hall of Fame y doce disputaron al menos un All-Star. Tres de los cuatro primeros del draft fueron Hall of Fame y siete de los ocho primeros All-Stars. El draft de 1970 fue también conocido como el primero en el que fueron seleccionados jugadores internacionales que nunca habían militado en un instituto y universidad estadounidense. En la décima y undécima ronda, Atlanta Hawks seleccionó al mexicano Manuel Raga y al italiano Dino Meneghin; ambos jugadores de la liga italiana por entonces. Ambos se convirtieron en los primeros jugadores extranjeros en ser selecccionados en un Draft de la NBA. Sin embargo, ninguno de ellos debutó en la liga debido a que los Hawks no contaban con 35.000 dólares para comprar sus contratos a sus respectivos equipos. Meneghin, que jugó veintiocho temporadas en Italia, fue incluido por la Federación Internacional de Baloncesto (FIBA) en el FIBA Hall of Fame.

## Primera ronda
|  | Denota jugador miembro del Basketball Hall of Fame                                                 |
|  | Denota jugador que ha sido seleccionado al menos en un All-Star Game y un Mejor Quinteto de la NBA |
|  | Denota jugador que ha sido seleccionado al menos en un All-Star Game                               |
|  | Denota jugador que nunca ha jugado en la NBA                                                       |

## Draft

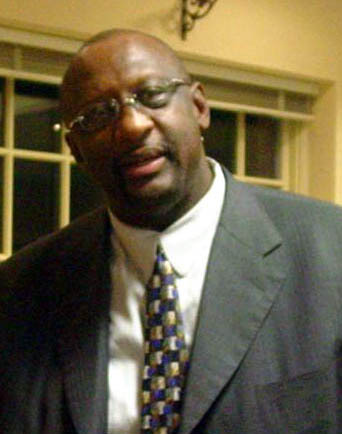
Bob Lanier fue seleccionado como número uno del draft por Detroit Pistons.

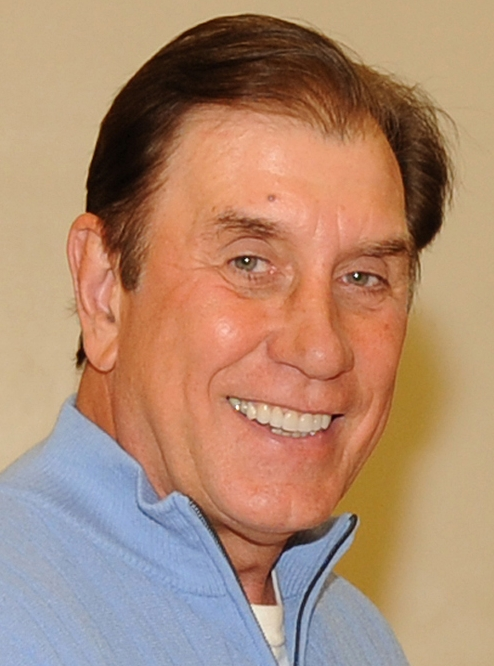
Rudy Tomjanovich fue seleccionado en segundo lugar por San Diego Rockets.

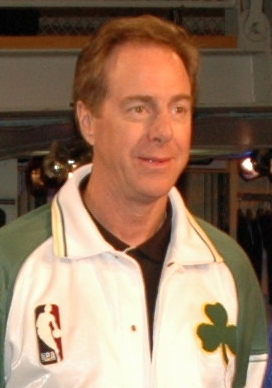
Dave Cowens fue seleccionado en cuarto lugar por Boston Celtics.

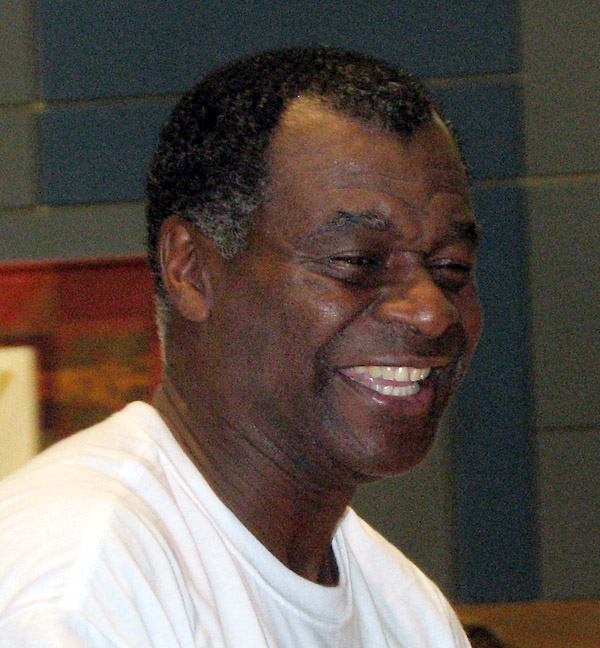
Calvin Murphy fue elegido en el puesto 18 por San Diego Rockets.

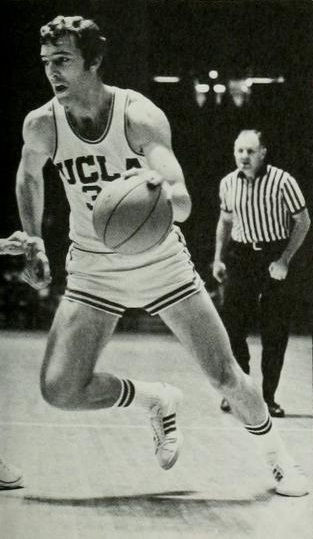
Steve Patterson fue elegido en el puesto 129 por Phoenix Suns.

| Ronda | Pick | Jugador           | Posición | Nacionalidad   | Equipo                                  | Universidad/equipo      |
| ----- | ---- | ----------------- | -------- | -------------- | --------------------------------------- | ----------------------- |
| 1     | 1    | Bob Lanier        | C        | Estados Unidos | Detroit Pistons                         | St. Bonaventure         |
| 1     | 2    | Rudy Tomjanovich  | F        | Estados Unidos | San Diego Rockets                       | Michigan                |
| 1     | 3    | Pete Maravich     | G        | Estados Unidos | Atlanta Hawks (desde San Francisco)     | Louisiana State         |
| 1     | 4    | Dave Cowens       | F/C      | Estados Unidos | Boston Celtics                          | Florida State           |
| 1     | 5    | Sam Lacey         | C        | Estados Unidos | Cincinnati Royals                       | New Mexico State        |
| 1     | 6    | Jim Ard           | F/C      | Estados Unidos | Seattle SuperSonics                     | Cincinnati              |
| 1     | 7    | John Johnson      | F        | Estados Unidos | Cleveland Cavaliers                     | Iowa                    |
| 1     | 8    | Geoff Petrie      | G        | Estados Unidos | Portland Trail Blazers                  | Princeton               |
| 1     | 9    | George E. Johnson | C        | Estados Unidos | Baltimore Bullets (desde Buffalo)       | Stephen F. Austin       |
| 1     | 10   | Greg Howard       | F/C      | Estados Unidos | Phoenix Suns                            | Brill Cagliari (Italia) |
| 1     | 11   | Jimmy Collins     | G        | Estados Unidos | Chicago Bulls                           | New Mexico State        |
| 1     | 12   | Al Henry          | C        | Estados Unidos | Philadelphia 76ers                      | Wisconsin               |
| 1     | 13   | Jim McMillian     | F        | Estados Unidos | Los Angeles Lakers                      | Columbia                |
| 1     | 14   | John Vallely      | G        | Estados Unidos | Atlanta Hawks                           | UCLA                    |
| 1     | 15   | John Hummer       | F/C      | Estados Unidos | Buffalo Braves (desde Baltimore)        | Princeton               |
| 1     | 16   | Gary Freeman      | F        | Estados Unidos | Milwaukee Bucks                         | Oregon State            |
| 1     | 17   | Mike Price        | G        | Estados Unidos | New York Knicks                         | Illinois                |
| 2     | 18   | Calvin Murphy     | G        | Estados Unidos | San Diego Rockets                       | Niagara                 |
| 2     | 19   | Nate Archibald    | G        | Estados Unidos | Cincinnati Royals (desde San Francisco) | Texas-El Paso           |
| 2     | 20   | Jake Ford         | G        | Estados Unidos | Seattle SuperSonics (desde Detroit)     | Maryland State          |
| 2     | 21   | Rex Morgan        | G        | Estados Unidos | Boston Celtics                          | Jacksonville            |
| 2     | 22   | Doug Cook         | F        | Estados Unidos | Cincinnati Royals                       | Davidson                |
| 2     | 23   | Pete Cross        | F/C      | Estados Unidos | Seattle SuperSonics                     | San Francisco           |
| 2     | 24   | Cornell Warner    | F/C      | Estados Unidos | Buffalo Braves                          | Jackson State           |
| 2     | 25   | Walt Gilmore      | F        | Estados Unidos | Portland Trail Blazers                  | Fort Valley State       |
| 2     | 26   | Dave Sorenson     | F        | Estados Unidos | Cleveland Cavaliers                     | Ohio State              |
| 2     | 27   | Fred Taylor       | G/F      | Estados Unidos | Phoenix Suns                            | Pan American            |
| 2     | 28   | Paul Ruffner      | F/C      | Estados Unidos | Chicago Bulls                           | Brigham Young           |
| 2     | 29   | Joe DePre         | G        | Estados Unidos | Phoenix Suns (desde Philadelphia)       | St. John's              |
| 2     | 30   | Earnie Killum     | G        | Estados Unidos | Los Angeles Lakers                      | Stetson                 |
| 2     | 31   | Dan Hester        | F        | Estados Unidos | Atlanta Hawks                           | Louisiana State         |
| 2     | 32   | Ken Warzynski     | F        | Estados Unidos | Detroit Pistons (desde Baltimore)       | DePaul                  |
| 2     | 33   | Bill Zopf         | G        | Estados Unidos | Milwaukee Bucks                         | Duquesne                |
| 2     | 34   | Howie Wright      | G        | Estados Unidos | New York Knicks                         | Austin Peay             |

## Otras elecciones
La siguiente lista incluye otras elecciones de draft que han aparecido en al menos un partido de la NBA.
| Ronda | Pick | Jugador           | Posición | Nacionalidad   | Equipo                            | Universidad/equipo            |
| ----- | ---- | ----------------- | -------- | -------------- | --------------------------------- | ----------------------------- |
| 3     | 35   | Curtis Perry      | F        | Estados Unidos | San Diego Rockets                 | Southwest Missouri            |
| 3     | 38   | Willie Williams   | F        | Estados Unidos | Boston Celtics                    | Florida State                 |
| 3     | 39   | Greg Hyder        | F        | Estados Unidos | Cincinnati Royals                 | Eastern New Mexico            |
| 3     | 40   | Gar Heard         | F        | Estados Unidos | Seattle SuperSonics               | Oklahoma                      |
| 3     | 46   | Dennis Awtrey     | C        | Estados Unidos | Philadelphia 76ers                | Santa Clara                   |
| 3     | 50   | Marv Winkler      | G        | Estados Unidos | Milwaukee Bucks                   | Southwestern Louisiana        |
| 4     | 53   | Ralph Ogden       | F        | Estados Unidos | San Francisco Warriors            | Santa Clara                   |
| 4     | 54   | Bill Stricker     | F        | Estados Unidos | Baltimore Bullets (desde Detroit) | Pacific                       |
| 4     | 61   | Bob Lienhard      | C        | Estados Unidos | Phoenix Suns                      | Georgia                       |
| 4     | 64   | Larry Mikan       | F        | Estados Unidos | Los Angeles Lakers                | Minnesota                     |
| 5     | 70   | Levi Fontaine     | G        | Estados Unidos | San Francisco Warriors            | Maryland State                |
| 5     | 76   | Ron Knight        | F        | Estados Unidos | Portland Trail Blazers            | Cal State-Los Angeles         |
| 5     | 79   | George T. Johnson | F/C      | Estados Unidos | Chicago Bulls                     | Dillard                       |
| 5     | 82   | Bob Riley         | F        | Estados Unidos | Atlanta Hawks                     | Mount St. Mary's              |
| 5     | 83   | Gary Zeller       | G        | Estados Unidos | Baltimore Bullets                 | Drake                         |
| 6     | 87   | Vic Bartolome     | C        | Estados Unidos | San Francisco Warriors            | Oregon State                  |
| 6     | 94   | Joe Cooke         | G        | Estados Unidos | Cleveland Cavaliers               | Indiana                       |
| 6     | 95   | Joe Thomas        | F        | Estados Unidos | Phoenix Suns                      | Marquette                     |
| 7     | 103  | Billy Paultz      | F/C      | Estados Unidos | San Diego Rockets                 | St. John's                    |
| 7     | 106  | Charlie Scott     | G/F      | Estados Unidos | Boston Celtics                    | North Carolina                |
| 7     | 110  | Claude English    | F        | Estados Unidos | Portland Trail Blazers            | Rhode Island                  |
| 8     | 120  | Don Adams         | F        | Estados Unidos | San Diego Rockets                 | Northwestern                  |
| 8     | 122  | Dan Issel         | F/C      | Estados Unidos | Detroit Pistons                   | Kentucky                      |
| 8     | 129  | Steve Patterson   | C        | Estados Unidos | Phoenix Suns                      | UCLA                          |
| 8     | 133  | Herb White        | G        | Estados Unidos | Atlanta Hawks                     | Georgia                       |
| 8     | 136  | Greg Fillmore     | C        | Estados Unidos | New York Knicks                   | Cheyney State                 |
| 10    | 155  | Coby Dietrick     | F/C      | Estados Unidos | San Francisco Warriors            | San Jose State                |
| 11    | 182  | Dino Meneghin#    | F        | Italia         | Atlanta Hawks                     | Pallacanestro Varese (Italia) |
| 14    | 205  | Randy Smith       | G/F      | Estados Unidos | Detroit Pistons                   | Buffalo State                 |
| 16    | 224  | Harvey Marlatt    | G        | Estados Unidos | Detroit Pistons                   | Eastern Michigan              |

## Traspasos
1. ↑  El 2 de febrero de 1970, Atlanta Hawks adquirió una elección de primera ronda y una futura compensación (los Hawks adquirieron a Clyde Lee el 4 de octubre de 1974) de San Francisco Warriors a cambio de Zelmo Beaty.[30][31] Los Hawks utilizaron la elección para seleccionar a Pete Maravich.
2. 1 2  El día del draft, Baltimore Bullets adquirió una elección de primera ronda de Buffalo Braves a cambio de Mike Davis y la elección de primera ronda de los Bullets.[32][33] Los Bullets utilizaron la elección para seleccionar a George E. Johnson mientras que los Braves selecccionaron a John Hummer.
3. ↑  El 25 de diciembre de 1969, Cincinnati Royals adquirió una elección de segunda ronda de San Francisco Warriors a cambio de Adrian Smith.[31][36] Los Royals utilizaron la elección para seleccionar a Nate Archibald.
4. ↑  El 1 de noviembre de 1969, Seattle SuperSonics adquirió una elección de segunda ronda de Detroit Pistons a cambio de Erwin Mueller.[37][38] Los Sonics utilizaron la elección para seleccionar a Jake Ford.
5. ↑  El 13 de septiembre de 1969, Phoenix Suns adquirió una elección de segunda ronda de Philadelphia 76ers a cambio de Bill Melchionni.[39] Los Suns utilizaron la elección para seleccionar a Joe DePre.
6. 1 2  El 1 de febrero de 1970, Detroit Pistons adquirió a Bob Quick y una elección de segunda ronda de los Bullets a cambio de Eddie Miles y una elección de cuarta ronda.[38][40] Los Pistons utilizaron la elección para seleccionar a Ken Warzynski y los Bullets seleccionaron a Bill Stricker.